# Killough
Killough är en ort i Storbritannien.   Den ligger i distriktet Newry, Mourne and Down och riksdelen Nordirland, i den västra delen av landet, 500 km nordväst om huvudstaden London. Killough ligger 10 meter över havet och antalet invånare är 845.
Terrängen runt Killough är platt. Havet är nära Killough åt sydost. Närmaste större samhälle är Downpatrick, 9,8 km nordväst om Killough.